# Athy
Athyé uma cidade mercantil no Condado de Kildare, Irlanda, situada a 72 km a sudoeste de Dublin.